# ニコラ・ポルポラ
ニコラ・アントニオ・ポルポラ（Nicola Antonio Porpora [niˈkɔ.la ˈporpora], 1686年8月17日 - 1768年3月3日）はイタリア後期バロック音楽のオペラ作曲家、声楽教師。

## 生涯
有名なカストラートのファリネッリや、作曲家ハイドンの恩師として知られる。
アレッサンドロ・スカルラッティがオペラ界を牛耳っていたナポリで音楽を学ぶ。最初のオペラ《アグリッピーナAgrippina 》は、1708年にナポリ宮廷で首尾よく上演され、2曲目のオペラ《ベレニーチェBerenice 》はローマで上演された。長い経歴の中で、これらのオペラに続けてさらに多くを送り出したが、オペラの作曲だけでは立ち行かなかったため、ナポリ軍の指揮官や、ヘッセン＝ダルムシュタット公、ローマ駐在のポルトガル大使などといった貴族の支援者に、「楽長」として支援を受けていた。
しかしながらポルポラの不朽の名声は、もっぱら声楽教師としての比類ない能力にかかっていたのである。ナポリのサントノフリオ・ア・ポルタ・カプアーナ音楽院（Sant'Onofrio a Porta Capuana)やポーヴェリ・ディ・ジェス・クリスト音楽院（it: Conservatorio dei Poveri di Gesù Cristo)で、1715年から1721年までファリネッリ、カッファレッリ、サリンベーニ（it: Felice Salimbeni)らの名歌手を育て上げた。1720年と1721年には、才能ある青年詩人のメタスタジオの台本によって、2曲のセレナーデを作曲し、中断はあれども長い協力関係に入った。1722年のオペラの成功によって、音楽学校での職務をなげうった。
1725年に、神聖ローマ皇帝カール6世のウィーンの宮廷と関係が絶たれて以降、ポルポラはほとんどヴェネツィアに落ち着き、作曲や、定期的にピエタ養育院などでの教育活動に取り組んだ。1729年に、反ヘンデル派の招きでロンドンに行き、オペラ興行に取り組んだが成功せず、1733年から1734年まで、門弟のファリネッリを出演させるも、「貴族オペラ」の一座を破産の危機から救うことはできなかった。
1748年よりドレスデンでザクセン選帝侯の宮廷楽長として活動するが、その地位は、ヴェネツィアやローマでの強敵との緊張関係によって終止符を打たれ、1752年にドレスデン宮廷を去った。その敵とは、非常に成功したオペラ作曲家のヨハン・アドルフ・ハッセと、その夫人でプリマドンナのファウスティーナ・ボルドーニであった。ドレスデンからウィーンに行き、その地でハイドン青年に音楽を指導する。ハイドンは、近習といった感じの伴奏者としてポルポラに寄寓していたが、ポルポラは「作曲の真の原理」を教えてくれたと認めている。
1759年にナポリに戻る。この頃よりポルポラの活動は一連の不運に見舞われる。その華やかな作曲様式は時代遅れとみなされ、最後のオペラ《カミッラの勝利Il trionfo di Camilla》(1760)は失敗に終わり、ドレスデン宮廷からの年金は停められた。葬儀の際には、予約演奏会の収入で賄わなければならないほど落ちぶれ果てていた。しかし、ポルポラが死期を迎えた頃、ファリネッリやカッファレッリらは、ほとんど旧師の卓越した指導のもとに財を成し、快適な隠居生活に入っていた。

## 関連文献
- Kurt Markstrom, Michael F. Robinson: Porpora, Nicola (Antonio). In: Grove Music Online (englisch; Abonnement erforderlich).
- Kurt Markstrom: Porpora, Nicola Antonio Giacinto. In: Raffaele Romanelli (Hrsg.): Dizionario Biografico degli Italiani (DBI). Band 85: Ponzone–Quercia. Istituto della Enciclopedia Italiana, Rom 2016.